# Adriano Bernardi
Adriano Bernardi (Trento, 22 novembre 1898 – 3 settembre 1973) è stato un avvocato e politico italiano.